# Ordem "Pelo Trabalho Valente"
A Ordem "Pelo Trabalho Valente" (em russo: Орден «За доблестный труд»; romaniz.: Orden «Za doblestnyy trud») é uma condecoração estatal da Federação Russa. Foi instituída pelo Decreto do Presidente da Federação Russa de 1 de fevereiro de 2024, nº 81 "Sobre a instituição da Ordem 'Pelo Trabalho Valente'". Pode ser concedida a cidadãos da Federação Russa por méritos excepcionais no trabalho e serviço que fortalecem a economia, a defesa, a ciência e a estrutura estatal da Rússia, contribuindo para sua prosperidade e grandeza. Podem recebê-la cidadãos russos com destaque no trabalho ou serviço, incluindo funcionários públicos, trabalhadores civis, cientistas e outros profissionais, bem como coletivos de empresas, organizações e instituições, independentemente da sua forma de propriedade, por méritos notáveis no fortalecimento e desenvolvimento do potencial econômico, científico e de defesa do país.

## Estatuto
De acordo com o estatuto aprovado pelo Decreto do Presidente da Federação Russa de 1 de fevereiro de 2024, nº 81, a Ordem "Pelo Trabalho Valente" é concedida a cidadãos da Rússia:
- por grandes méritos em atividades laborais (ou de serviço) voltadas para o fortalecimento e o desenvolvimento do potencial econômico e de defesa da Federação Russa;
- por trabalho altamente produtivo em empresas, organizações e instituições que contribua para o aumento da competitividade dos setores da economia russa, bem como de diversos tipos de produtos;
- por grandes méritos na área da construção do Estado, no desenvolvimento científico e tecnológico da Federação Russa e pela solução eficaz de tarefas socialmente relevantes.

Cidadãos da Federação Russa podem ser agraciados com a Ordem "Pelo Trabalho Valente", via de regra, desde que já tenham sido anteriormente condecorados com outra distinção estatal.
Além disso, a Ordem "Pelo Trabalho Valente" pode ser concedida a coletivos de empresas, organizações e instituições, independentemente de sua forma de propriedade, por méritos destacados no fortalecimento e desenvolvimento do potencial econômico, científico e de defesa da Federação Russa.

### Procedimento de uso
O emblema da ordem é usado no lado esquerdo do peito e, na presença de outras ordens da Federação Russa, é colocado após o emblema da Ordem de Gagarin. Para ocasiões especiais e possível uso diário em roupa civil, é permitida a utilização de uma cópia miniatura do emblema da Ordem "Pelo Trabalho Valente", que é posicionada após a miniatura do emblema da Ordem de Gagarin. Ao usar a barreta da Ordem "Pelo Trabalho Valente" em uniforme, ela é colocada na barra após a barreta da Ordem de Gagarin. Em roupa civil, a barreta da Ordem "Pelo Trabalho Valente" é usada na forma de um laço, localizado no lado esquerdo do peito.

## Descrição
O emblema da ordem é um cruz de quatro pontas, dourada e coberta com esmalte rubi, com extremidades alargadas. Entre as pontas da cruz há hastes douradas. A cruz está sobre uma placa circular de prata coberta com esmalte branco, na qual estão representados em cor prateada os principais símbolos do trabalho: dois martelos cruzados, a imagem de um átomo, um satélite artificial da Terra, uma engrenagem, uma torre e uma bomba de óleo. Nas bordas da cruz há um fino rebordo saliente.
No centro da cruz há um medalhão redondo dourado com um rebordo saliente fino. No campo do medalhão, coberto por esmalte branco, está em relevo dourado o brasão de armas da Federação Russa. O campo do medalhão possui um rebordo saliente estreito.
Ao redor do medalhão há uma borda coberta com esmalte azul. Na parte superior dessa borda está a inscrição em letras douradas em relevo: "PELO TRABALHO VALENTE" («ЗА ДОБЛЕСТНЫЙ ТРУД»; ZA DOBLESTNYY TRUD). Na parte inferior da borda há uma imagem em relevo de ramos de louro e carvalho dourados, cobertos com esmalte verde.
A distância entre as pontas opostas da cruz é de 40 mm. No verso do emblema está o número da ordem.
O emblema é preso por um anel e argola a uma base pentagonal revestida com uma fita de seda moiré vermelha com listras longitudinais cinza e amarela.
A largura da fita é de 24 mm, a largura da listra cinza é de 4 mm, a largura da listra amarela é de 4 mm, a distância entre as listras é de 1 mm. A listra amarela está afastada 2 mm da borda direita da fita.
A cópia miniatura do emblema da ordem "Pelo Trabalho Valente" é usada na base. A distância entre as pontas da cruz miniatura é de 15,4 mm, a altura da base desde o vértice do canto inferior até o meio do lado superior é de 19,2 mm, o comprimento do lado superior é de 10 mm, o comprimento de cada um dos lados laterais é de 16 mm, o comprimento de cada lado que forma o canto inferior é de 10 mm.
Ao usar a barreta da ordem "Pelo Trabalho Valente" no uniforme, é usada uma barra com altura de 8 mm e largura da fita de 24 mm.
Na fita da ordem "Pelo Trabalho Valente", na forma de um laço, é fixada uma miniatura do emblema da ordem feita de metal com esmalte. A distância entre as pontas da cruz é de 13 mm. O diâmetro do laço é de 15 mm.

## Cavaleiros da Ordem

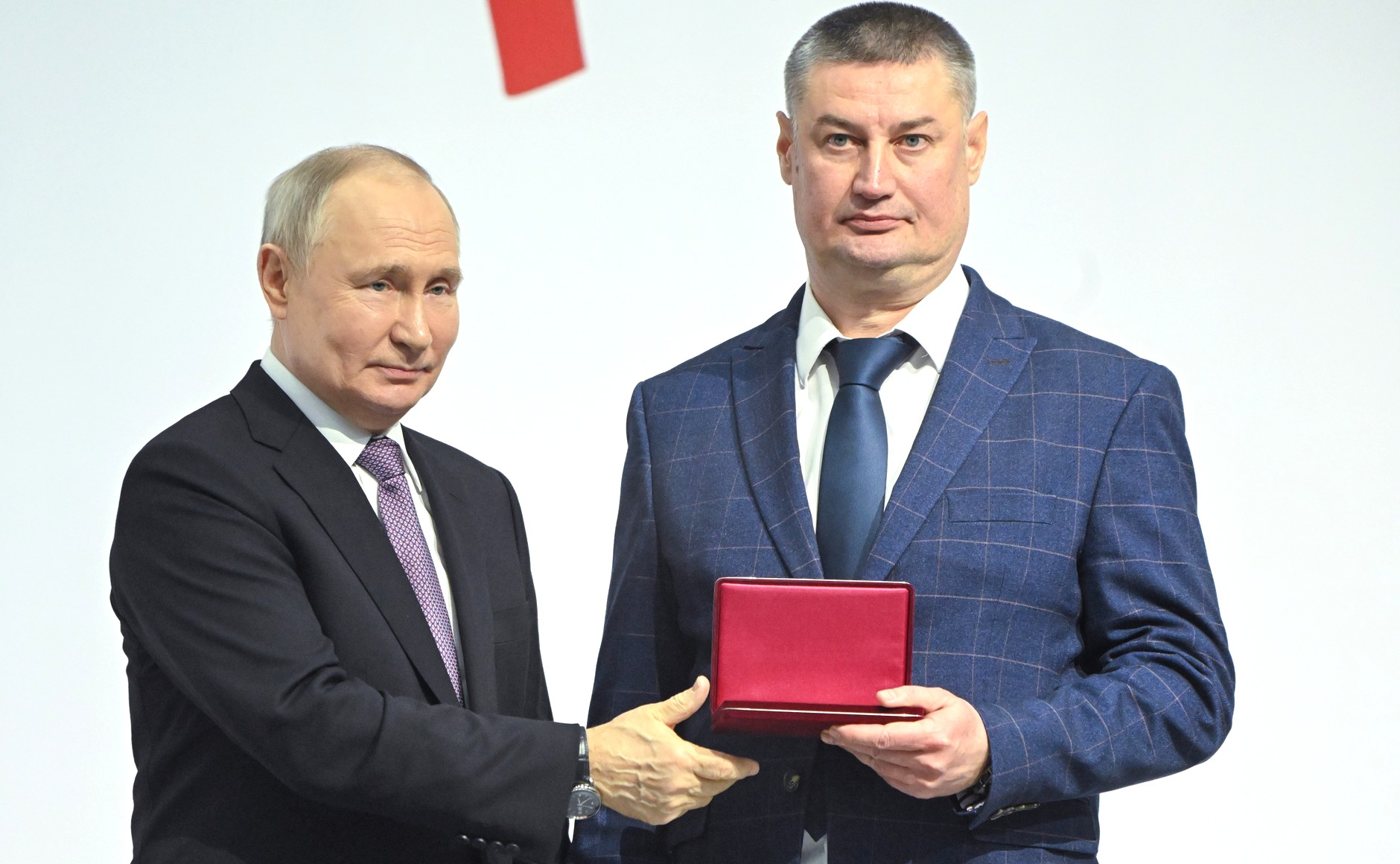
Vladimir Putin entrega a Ordem "Pelo Trabalho Valente" ao diretor-geral do NPO "Splav", Rinat Idrisov, em 2 de fevereiro de 2024

1. Iuri Nikolaevitch Jdanov — chefe de departamento da Universidade Estatal Social da Rússia (FGBOU VO).[4]
2. Irina Mikhailovna Belovalova — assistente do presidente do Centro Nacional de Pesquisa Médica em Endocrinologia (FGBU).[5]
3. Evgenia Ivanovna Marova — doutora em Ciências Médicas, professora, funcionária do Centro Nacional de Pesquisa Médica em Endocrinologia (FGBU).[5]
4. Liudmila Iakovlevna Rojinskaia — pesquisadora sênior do Centro Nacional de Pesquisa Médica em Endocrinologia (FGBU).[6]
5. Nikolai Viktorovitch Fofanov — operador de instalações tecnológicas da Lukoil-Volgogradneftepererabotka LLC.[7]

### Coletivos premiados
1. O primeiro coletivo condecorado foi a Associação Científica e de Produção "Splav" de Tula, batizada em homenagem a A. N. Ganitchev.[8] O respectivo decreto presidencial foi emitido em 2 de fevereiro de 2024, e nesse mesmo dia, durante a sessão plenária "Tudo pela Vitória!" no Kremlin de Tula, Vladimir Putin entregou a ordem ao diretor-geral da NPO "Splav", Rinat Idrisov.[9][10]
2. Coletivo da Fábrica de Aviação de Komsomolsk-no-Amur batizada em homenagem a Iuri Gagarin (KnAAZ).[11]
3. Coletivo da agência de notícias da Rússia TASS.[12]
4. Coletivo da Uralvagonzavod batizada em homenagem a Dzerjinski.[13]
5. Coletivo da Universidade Estatal de Moscou batizada em homenagem a M. V. Lomonosov.[14][15]
6. Coletivo da companhia de mineração e metalurgia Norilsk Nickel.[16][17]